# Naab
A Naab folyó Bajorországban, Németország területén, a Duna bal oldali mellékfolyója.

## Nevének eredete
A név az indoeurópai nebh ab szóból származik ami „nedvest” vagy „vizet” jelent. 700-ban „Nabas“-nak, 885-től „Napa“-nak, 1005-től „Naba“-nak, 1199-től „Nabe“-nak, 1245-től „Nab“-nak és 1546-tól hívták „Naab“-nak a folyót.

## A folyó útja

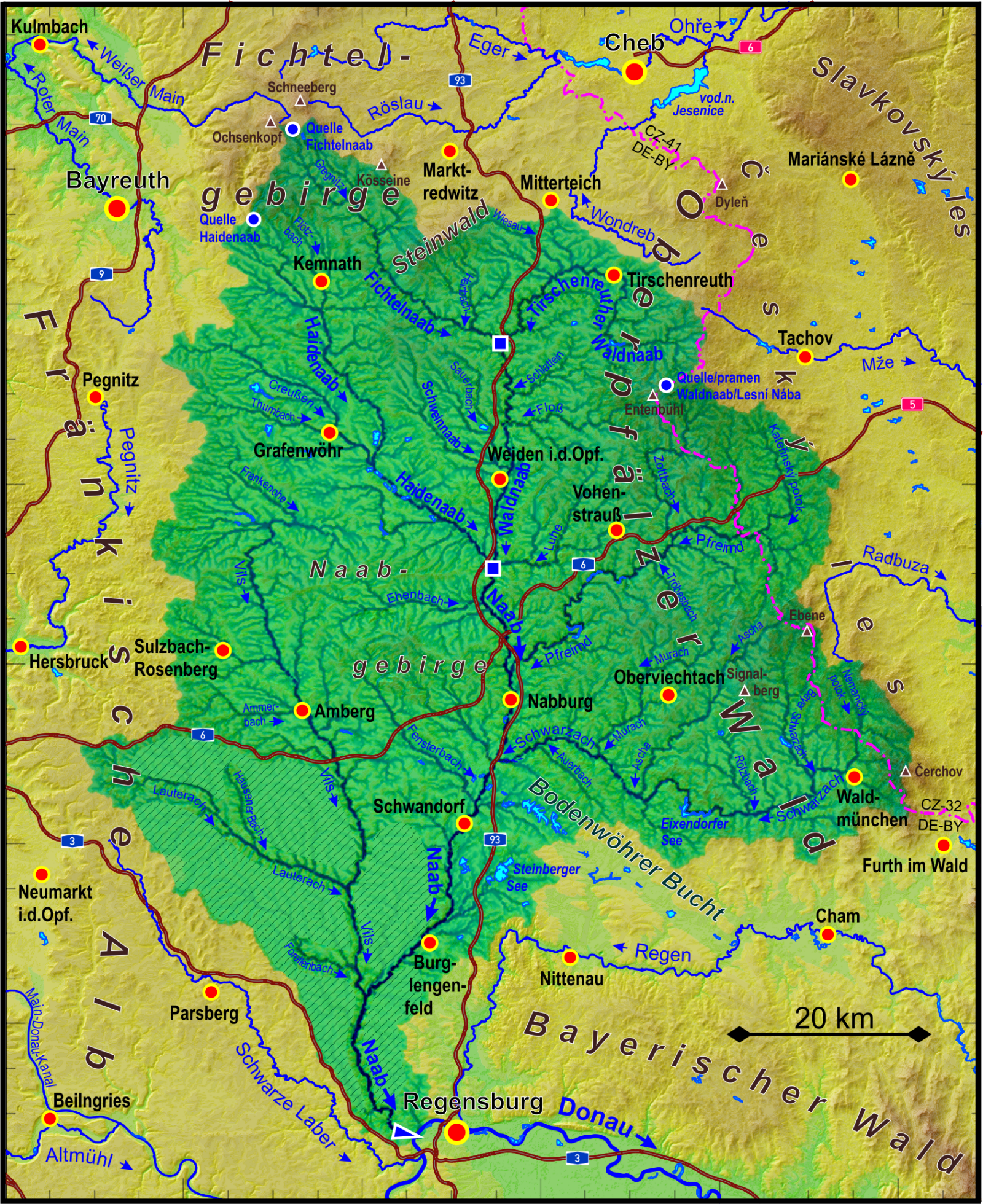
A Naab vízgyűjtőterülete

A Naab a Felső-Pfalz-erdőtől nyugati részén, mintegy kilenc kilométerre Weiden és wildenau településektől délre fakad, a Haidenaab (kb. 6,5 m³ / s; jobboldali) és a Waldnaab (kb. 10,4 m³ / s; baloldali) folyók összefolyásától indul. Ezután dél felé halad az A 93-as autópálya és a B 15 később a B 8-as autóút mentén, Schwandorfon és Burglengenfelden is átfolyik.A Regensburg melletti Mariaort-nál balról torkollig a Dunába, a torkolatához a legközelebbi folyó a Schwarze Laber mely mintegy öt kilométerre van légvonalban tőle, illetve még a Regen folyó található a közelében.
1304-ig Regensburg mellett a Naab a Duna medrétől keletre, néhány kilométerre balra, a Dunával párhuzamosan több kilométeren át folyt és végül Stadtamhoftól délre torkollott a Regen folyóba, majd a kissé délkelet fele folyó Dunába.A Duna torkolatától nem messze telálható két kisebb sziget, az Oberer Wöhrd (Felső Wöhrd) és Unterer Wöhrd (Alsó Wöhrd) melyek ma Regensburg város területéhez tartoznak.
Az 1304-es hatalmas árvíz következtében a Naab folyótorkolata több kilométerrel nyugatabbra tolódott oda, ahol jelenleg ma is Dunába ömlik.Így az eredeti Naab meder utolsó darabja Regensburg városi területén a mai Duna északi ága lett. Korábban több sziget is találahtó volt a folyón de ezeket az évszázadok során többször is árvizek súlytottak, így manapság már csak kettő sziget maradt - nyugaton az Oberer Wöhrd, keleten pedig az Unterer Wöhrd.

## A Naab azonos nevű folyói és forrásfolyói
- Haidenaab: A Naab nyugati forrásfolyója mely a Fichtel hegységben fakad
- Waldnaab: A Naab baloldali és leghosszabb forrásfolyója mely a Fichtel hegység és a Felső-Pfalz-erdő közötti területen fakad.
- Fichtelnaab: A Waldnaab folyó jobboldali és nagyobb vízhozamú forrása.
- Tirschenreuther Waldnaab: A Waldnaab baloldali hosszabb forrása a Felső-Pfalz erdőben fakad.
- Schweinnaab: a Waldnaab nyugati mellékfolyója. A forrás körülbelül tíz kilométerre északnyugatra található Parksteintől, a torkolat pedig Weiden-nél található.
- Dürrschweinnaab: Ez a legrövidebb Naab mellékfolyó mely kb 5 km hosszú.

## Mellékfolyók
A legnagyobb mellékfolyók a Naab folyóba való torkollás irányával, a vízhozammal, a hosszával és a vízgyűjtő területtel:
- Luhe: balról,1,45 m³/s, 26 km, 153,96 km²
- Ehenbach: jobbról,0,81 m³/s, 18,5 km, 107,39 km²
- Fensterbach: jobbról,0,66 m³/s, 29,6 km, 102,57 km²
- Pfreimd: balról,6,0 m³/s, 76,5 km, 595,05 km²
- Schwarzach: balról,8,7 m³/s, 95 km, 841,45 km²
- Vils: jobbról,7,8 m³/s, 87,4 km, 1238,74 km²

## Települések a folyó mentén
Városok, kisvárosok és falvak amelyeken keresztül folyik vagy érinti őket a Naab folyó, a települések sorrendje Wald- és Haidenaab találkozásától a Dunába torkollásig tartanak
Neustadt an der Waldnaab járás:
- Luhe-Wildenau kisvárosa

Schwandorf járás:
- Wernberg-Köblitz kisvárosa
- Pfreimd városa
- Nabburg városa
- Schwarzach bei Nabburg falva
- Stulln falva
- Schwarzenfeld kisvárosa
- Schwandorf városa
- Teublitz városa
- Burglengenfeld városa

Regensburg járás:
- Kallmünz kisvárosa
- Duggendorf falva
- Pielenhofen falva
- Brunn falva
- Laaber kisvárosa
- Nittendorf kisvárosa
- Pettendorf falva
- Sinzing falva

## Galéria

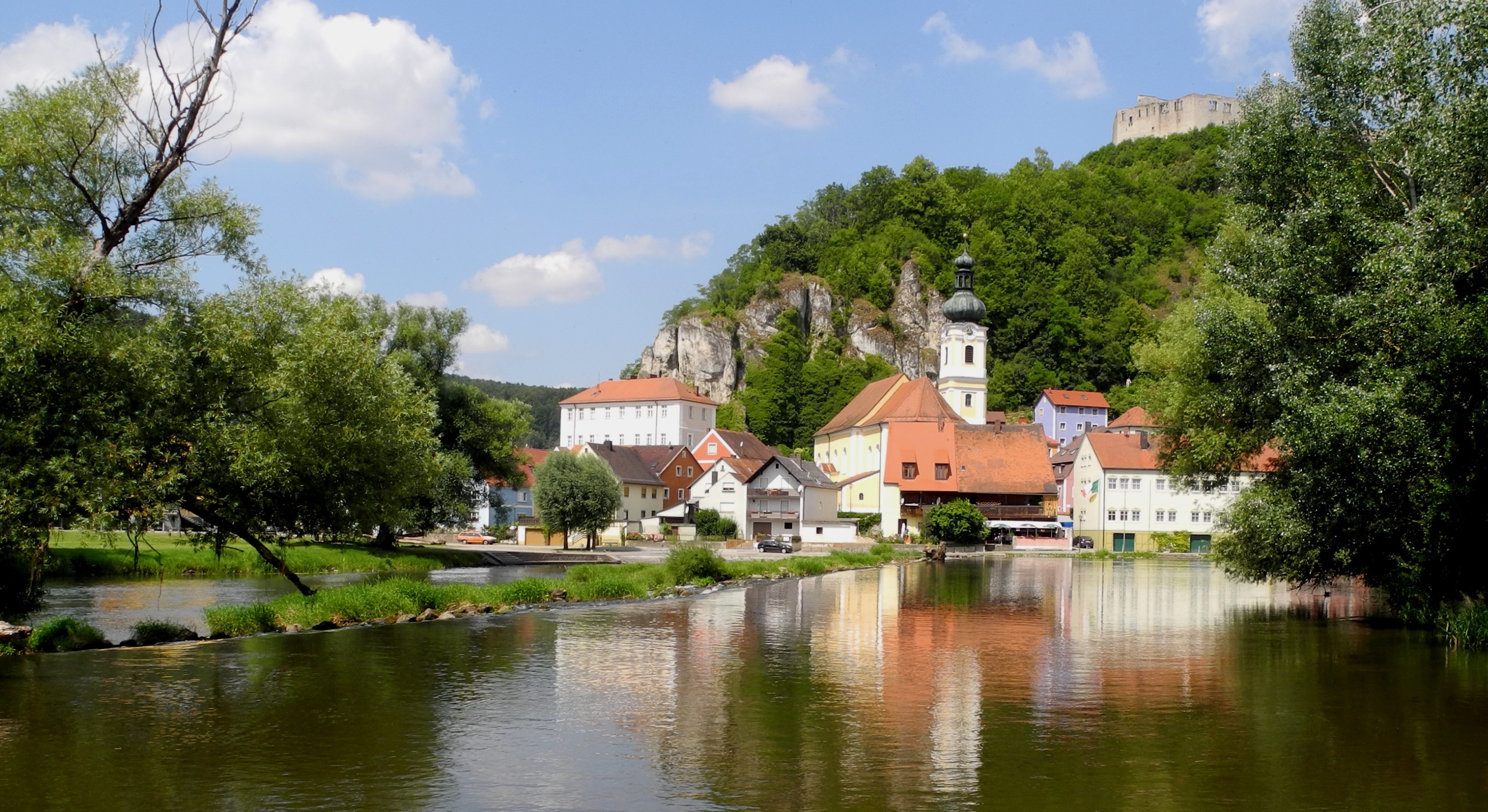
Kallmünz- óváros a folyóparton
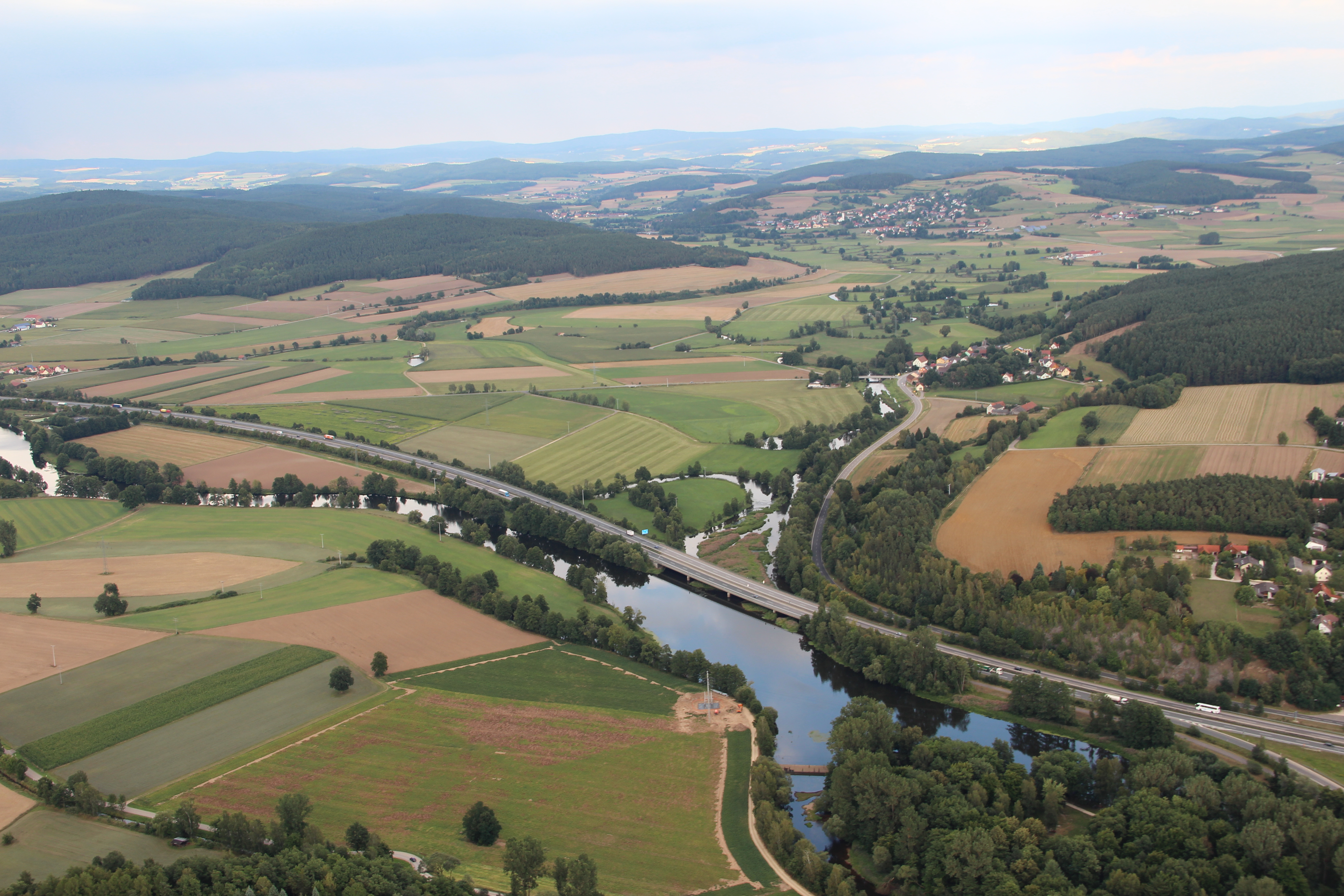
A Naab a levegőből
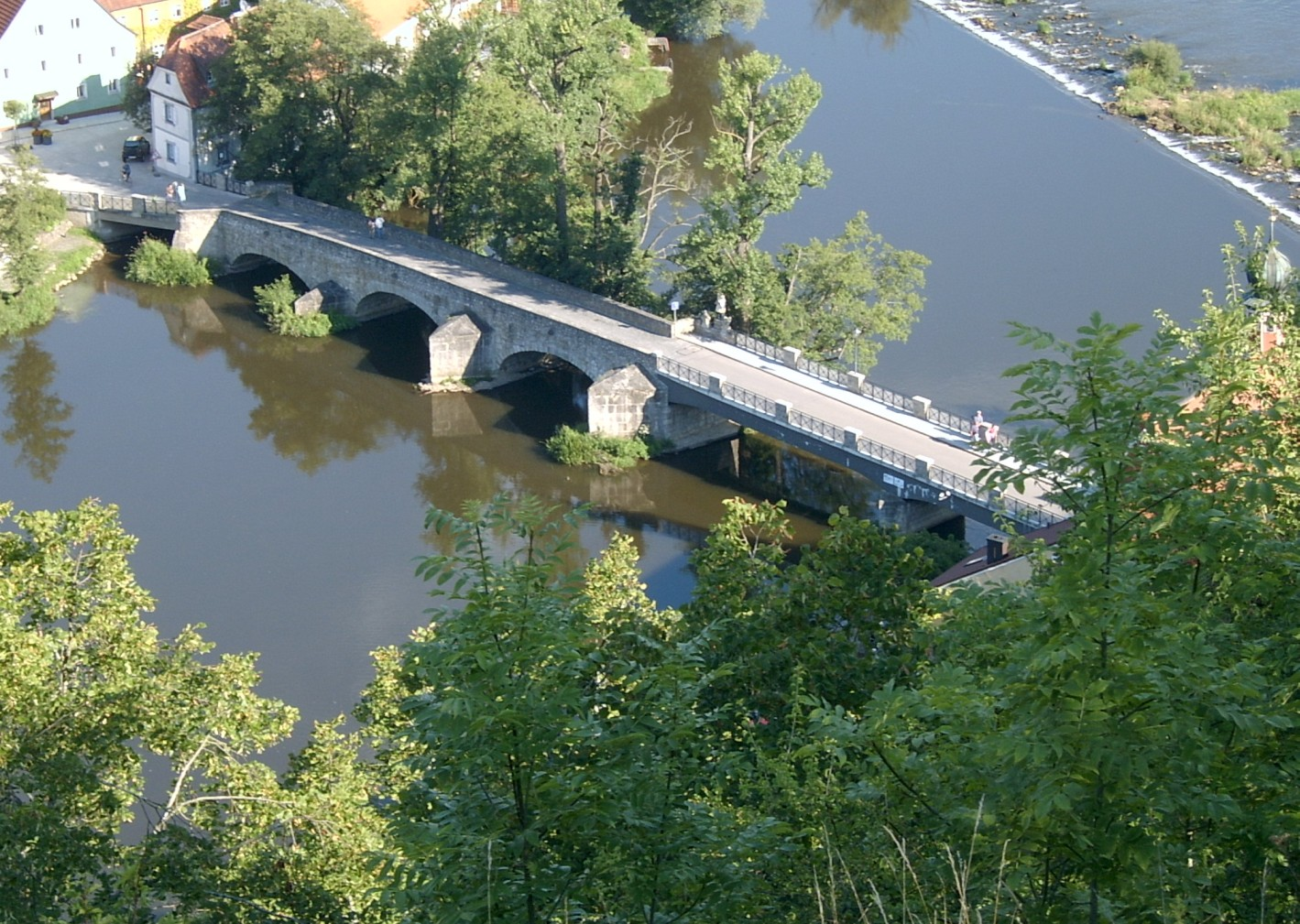
Kőhíd a Naab felett
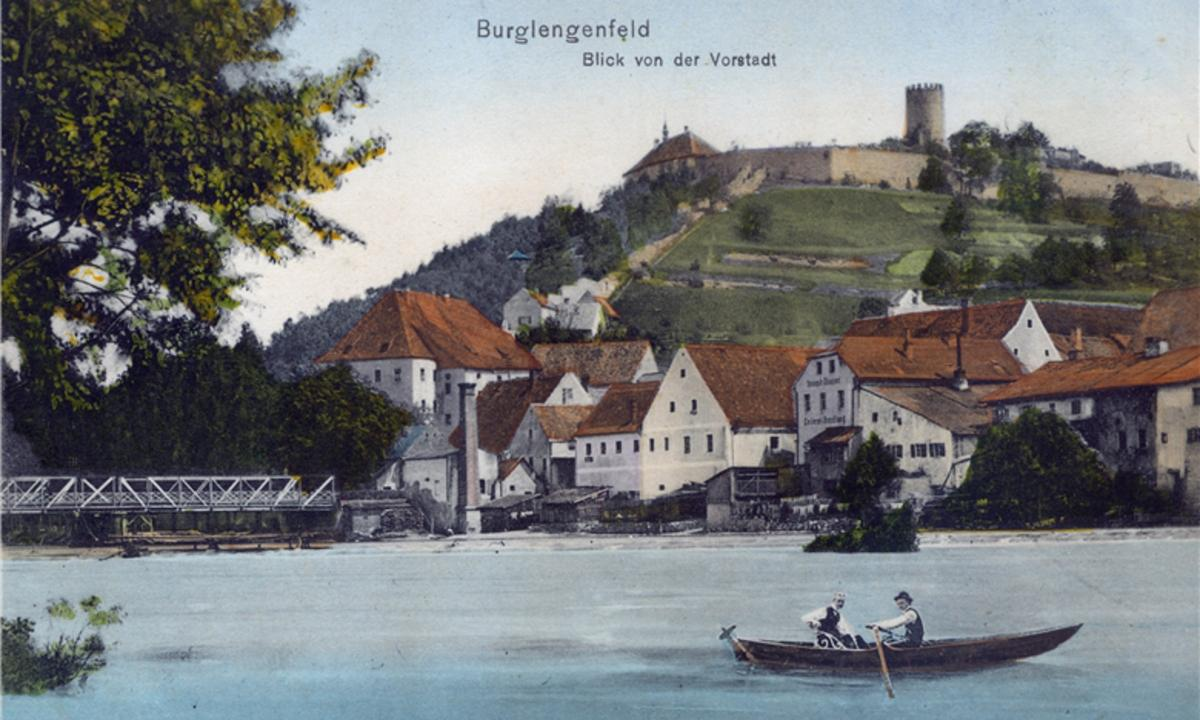
Képeslap Burglengenfeldről 1905-ből háttérben a várral

## Fordítás
- Ez a szócikk részben vagy egészben a Naab című német Wikipédia-szócikk fordításán alapul. Az eredeti cikk szerkesztőit és forrásait annak laptörténete sorolja fel.